# ロバート・ワインバーグ
ロバート・アラン・ワインバーグ（Robert Allan Weinberg、1942年11月11日 - ）は、アメリカ合衆国の分子生物学者。マサチューセッツ工科大学の生物学教授（Daniel K. Ludwig Professor for Cancer Research）。
専門は癌遺伝子。ボブの愛称で呼ばれる。エリック・ランダーと共にバイオ医薬品会社Verastemを立ち上げ、初級生物学を教えている。ヒトの細胞では初となるがん遺伝子(Ras)の発見およびがん抑制遺伝子(Rb)の発見の両方に携わり、癌研究の分野では常に世界の先頭グループを形成している。

## 来歴
ペンシルベニア州ピッツバーグ生まれ。1964年にマサチューセッツ工科大学（MIT）卒業、1969年に生物学のPh.D.を取得。1965年から翌年までアラバマ州のスティルマン・カレッジで講師を務め、1969年から翌年までワイツマン科学研究所で博士研究員となった。1970年から1972年まではソーク研究所のレナート・ドゥルベッコ研究室に所属し、母校MITの助教授となった。1982年に教授となり、マサチューセッツ総合病院の講師も務めた。また同年以来ホワイトヘッド生物医学研究所にも創設メンバーの一人として所属している。ブロード研究所にも所属している。

## 受賞歴
- 1983年 - ロベルト・コッホ賞、ウォーレン賞
- 1984年 - 米国科学アカデミー賞分子生物学部門
- 1992年 - ガードナー国際賞、マックス・プランク賞
- 1994年 - ハーヴェイ賞
- 1997年 - アメリカ国家科学賞、慶應医学賞[1]
- 1999年 - アルベルト・アインシュタイン世界科学賞
- 2003年〜2005年 - トムソン・ロイター引用栄誉賞
- 2004年 - ウルフ賞医学部門、アストゥリアス皇太子賞学術・技術研究部門
- 2006年 - ウォーレン・アルパート財団賞
- 2007年 - オットー・ワールブルク・メダル
- 2009年 - グランドメダル
- 2013年 - 生命科学ブレイクスルー賞
- 2021年 - 日本国際賞[2]

## 著書
- 『遺伝子とガン―発ガン機構と治療への道』ハロルド・ヴァーマス共著（訳：畑中正一、牧正敏）日経サイエンス社 1994
- 『裏切り者の細胞がんの正体』（訳：中村桂子）草思社、1999年
- 『がん研究レース―発がんの謎を解く』（訳：野田亮、野田洋子）岩波書店、1999年
- 『がんの生物学』（訳：武藤誠、青木正博）南江堂、原書第1版 2008年, 原書第2版 2018年
- The Biology of Cancer 1st edition（Garland Science、2006年、ISBN 9780815340782）
- The Biology of Cancer 2nd edition（W. W. Norton & Company、2013年、ISBN 9780815342199）